# Bildtafel der Fahrradwegweiser in Deutschland
Die Bildtafel der Fahrradwegweiser in Deutschland zeigt die Verkehrsschilder auf, die für den Radverkehr bestimmt sind. Die Radverkehrsbeschilderung ist kein Bestandteil der amtlichen Beschilderung, weswegen die Ausführung in einzelnen Details den Ländern obliegt. Um dennoch eine einheitliche Beschilderung zu gewährleisten, hat die Forschungsgesellschaft für Straßen- und Verkehrswesen (FGSV) das Merkblatt für die wegweisende Beschilderung für den Radverkehr herausgegeben. Das 1998 erstmals, 2024 in neuer Ausgabe erschien. In dieser Bildtafel sind die Wegweiser, Schilder und Symbole nach dem Merkblatt enthalten.

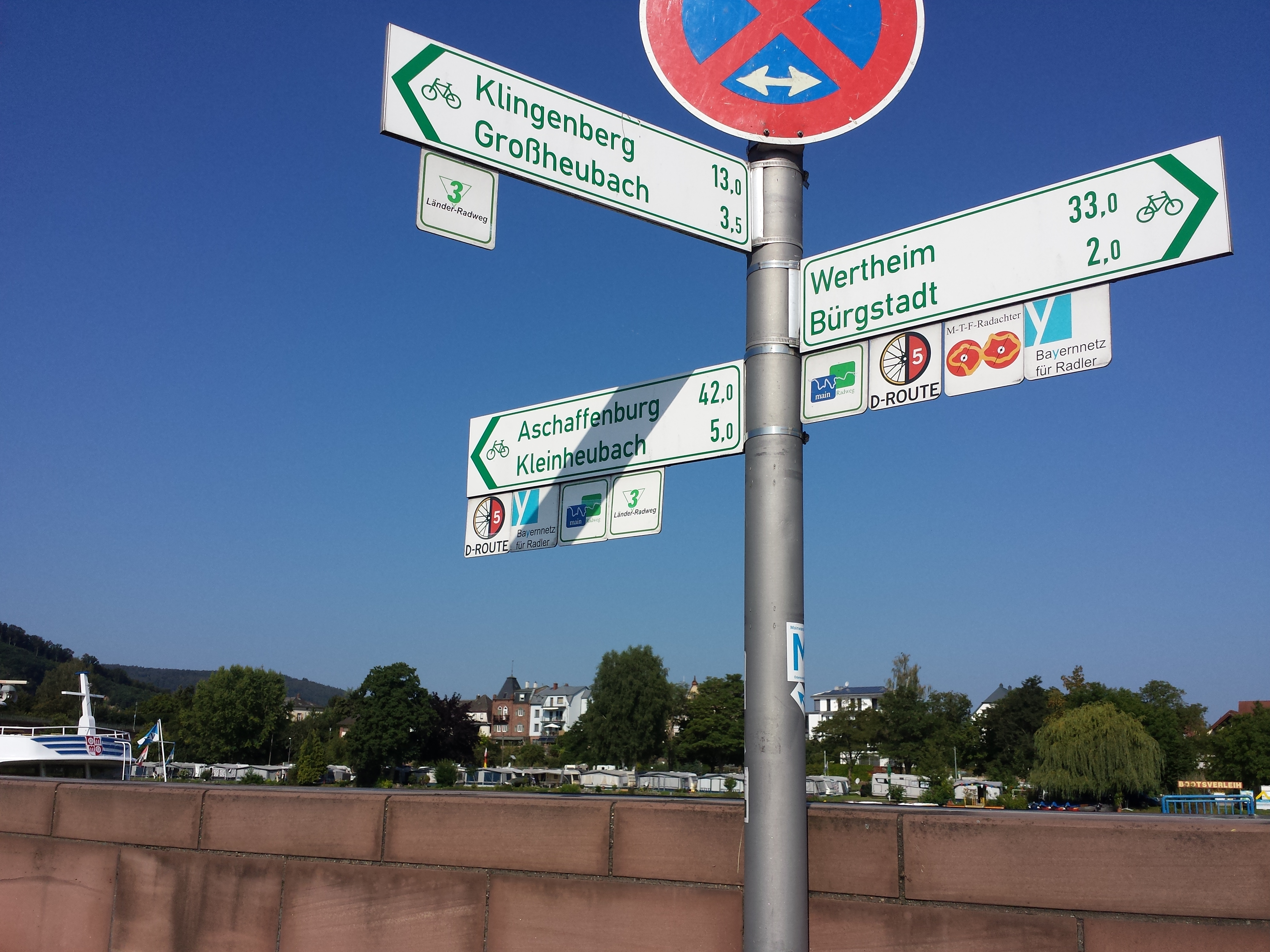
Fahrradwegweiser in Miltenberg, deren Gestaltung sich nach dem Merkblatt der FGSV richtet.

## Geschichte
Dem Radverkehr in Deutschland kommt im Rahmen der Verkehrswende eine immer größer werdende Bedeutung zu, weswegen es seit den 1980er-Jahren zunehmend als wichtiger Bestandteil zur Förderung des Radverkehrs angesehen wird, insbesondere für ortsunkundige Personen, Wegweiser eigens für das Radverkehrsnetz aufzustellen. Die amtliche Beschilderung reicht dafür jedoch nicht aus, da sie nur Umleitungsschilder für den Radverkehr ohne Zielangaben enthält. 1982 wurden die „Hinweise zur Wegweisung an Radwanderwegen“ von der FGSV herausgegeben. Das derzeit gültige Merkblatt wurde 2024 herausgegeben und ersetzt das gleichnamige Merkblatt aus 1998.

## Gestaltung und Einteilung der Schilder
Im Folgenden sollen die Wegweiser nach den FGSV Vorgaben näher beleuchtet werden.

### Gestaltung
Die Schilder haben einen weißen Grund. Als Farbe für Schrift, Rand und Gestaltungselemente empfiehlt das Merkblatt zwar Rot, in mehreren Bundesländern wird jedoch Grün (RAL 6005 oder 6024) verwendet. Die Schriftart ist die Verkehrsschrift nach DIN 1451, welche auch für die amtliche Beschilderung verwendet wird. Strecken, die nicht alltagstauglich sind, werden mit einem Baumsymbol gekennzeichnet. Die Schrifthöhe auf den Wegweisern soll 56, 63 oder 70 mm betragen.

### Inhalt der Schilder

#### Allgemeine Inhalte

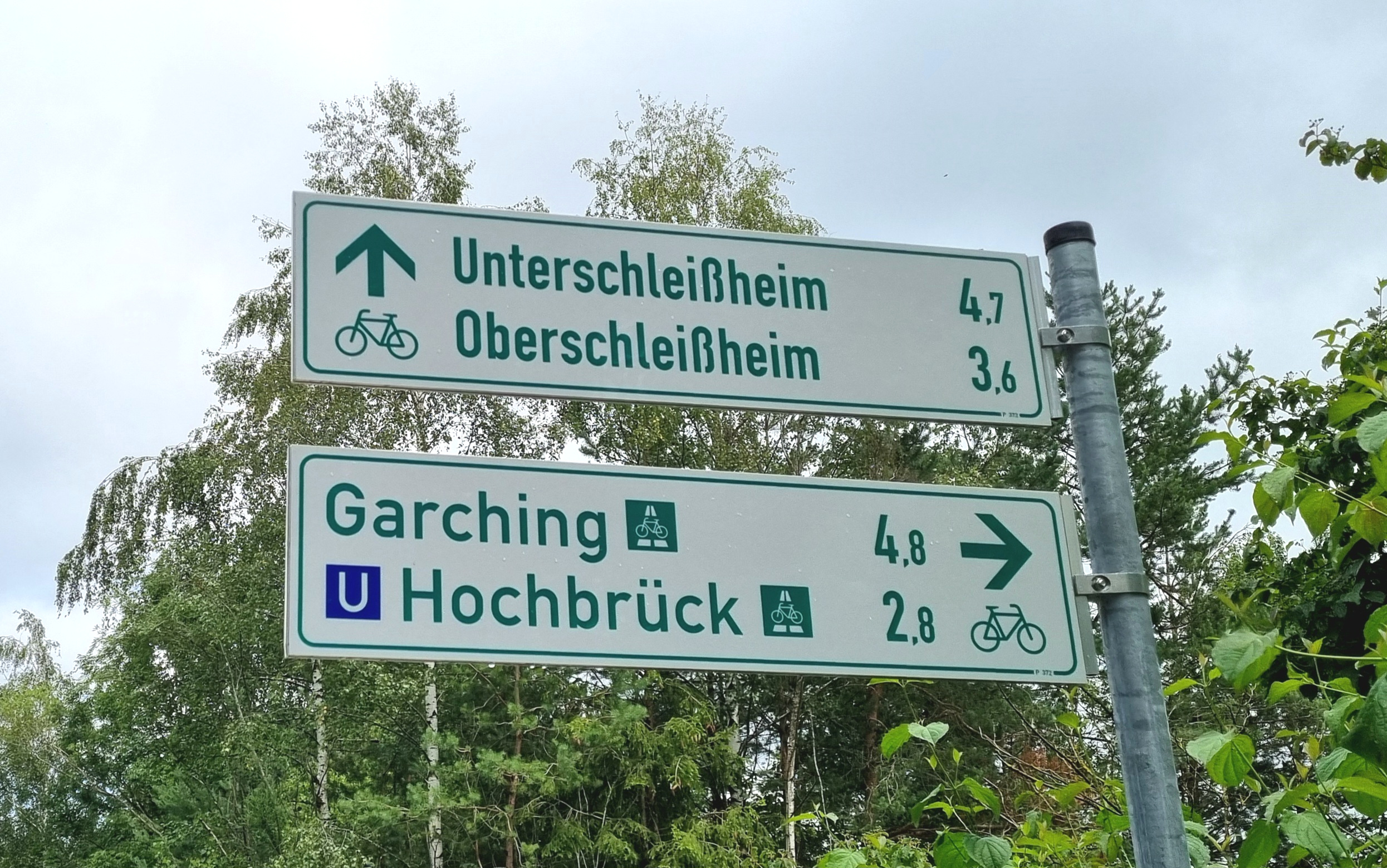
Hinweise auf U-Bahn und Radschnellweg auf Hauptwegweiser in München

Jeder Wegweiser nach dem Merkblatt muss folgende Elemente enthalten:
- Zielangabe
- Entfernungsangabe in km
- Fahrrad-Sinnbild nach §39 StVO
- Richtungsangabe (ISO-Pfeil oder Pfeilmarkierung)

Zwischenwegweiser enthalten nur eine Richtungsangabe in Form eines ISO-Pfeils und das Fahrrad-Sinnbild. Die Entfernungsangabe wird auf je 100 m gerundet; ab Entfernungen von mehr als 10 km werden nur volle Kilometer als Entfernung angegeben. Bei den Zielangaben steht das weiter entfernte Ziel immer oben auf dem Schild.

#### Piktogramme
Zusätzlich zu den allgemeinen Inhalten können Piktogramme auf den Wegweisern zum Einsatz kommen, wobei das Merkblatt zu einer sparsamen Nutzung rät, um die Erkennbarkeit und Übersichtlichkeit der Schilder zu gewährleisten. Die Piktogramme werden dabei in folgende Gruppen unterteilt:
- Grafische Symbole für Zielangaben (Zielpiktogramme)
- Grafische Symbole für die Streckenbeschaffenheit (Streckenpiktogramme)

Weiterhin sieht das Merkblatt vor, dass „Inhalte der routenorientierten Wegweisung“, sowie Hinweise auf Sponsoren oder „regionale Erkennungszeichen“ auf zusätzlichen Schildern an den Pfosten der Wegweiser angebracht werden können.

### Förderung
In mehreren Ländern wird die Aufstellung der Fahrradwegweiser durch die Landesregierung gefördert.

### Systematik
Fahrradwegweiser werden unterschieden in Haupt- und Zwischenwegweiser. Die Hauptwegweiser werden wiederum in Tabellen- und Pfeilwegweiser untergliedert.

#### Hauptwegweiser
Hauptwegweiser werden dort aufgestellt, wo Routen des Radverkehrsnetzes kreuzen, beginnen oder enden oder wo auf Wege zu Zielen abseits des Radverkehrsnetzes hingewiesen werden soll (z. B. Bahnhöfe).
Hauptwegweiser werden entweder vor einer Wegkreuzung als Tabellenwegweiser aufgestellt, in denen die Ziele der Wege der kommenden Kreuzung auf einem Schild untereinander mit Richtungspfeilen und Entfernungsangaben aufgelistet werden, oder sie werden als Pfeilwegweiser direkt an der Kreuzungen angeordnet, wobei die Ziele einer Richtung auf eigenen Schildern vermerkt und in die entsprechende Richtung gedreht werden. Für großflächige Knotenpunkte werden Tabellenwegweiser empfohlen, um sich frühzeitig orientieren und ggf. einordnen zu können, an übersichtlichen Knotenpunkten sind Pfeilwegweiser ausreichend.

#### Zwischenwegweiser
Zwischenwegweiser enthalten in der Regel nur einen Pfeil, der den Verlauf einer Route an Kreuzungen und Abzweigen darstellen soll, an denen keine anderen Routen des Radverkehrsnetzes kreuzen oder abzweigen. Sie können auch Hinweise zu touristischen Radrouten enthalten.

### Ergänzende Orientierungshilfen
Neben den Anforderungen an die Wegweiser enthält das Merkblatt auch Empfehlungen für einige weitere Elemente der wegweisenden Radinfrastruktur, insbesondere:
- Informationstafeln
- Ortshinweisschilder
- Elemente einer landschaftsbezogenen Wegweisung
- Positionsangaben

Für die Größe von Informationstafeln empfiehlt das Merkblatt, dass diese mindestens eine Höhe von 1060 mm und eine Breite von 1310 mm besitzen. Ortshinweisschilder, bei denen es sich nicht um Ortstafeln oder Ortshinweistafeln nach der StVO handelt, können im Corporate Design der Gemeinden oder Regionalverbände ausgeführt werden. Von der alleinigen Verwendung von Elementen einer landschaftsbezogenen Wegweisung, wie Wegepilzen oder Bodenplatten rät das Merkblatt hingegen ab, da diese einen hohen Unterhaltungsaufwand mit sich bringen und durch Überwucherung oder Verschmutzung beeinträchtigt werden können. Für Positionsangaben empfiehlt das Merkblatt die einheitliche Verwendung des Gauß-Krüger-Systems, wobei diese Angaben auf einem Aufkleber am Pfosten der Wegweiser anzubringen sind.

### Aufstellung und Herstellung
Bei der Aufstellung und Montage von Rohrpfosten (Durchmesser üblicherweise 60,3 und 76 mm) zur Befestigung der Wegweiser hat die Industrie-Norm für Aufstellvorrichtungen von Standardverkehrszeichen Bedeutung; die Bundesländer geben für die unterschiedlichen Fundamentierungen und der Befestigung von Schildern und Pfosten Richtlinien und Handbücher heraus. Einschubplaketten für die Themenrouten, Bodenmarkierungen, Umleitungsbeschilderungen und Informationstafeln ergänzen die Wegweisung.

## Bildtafel der Fahrradwegweiser

Tabellenwegweiser
Pfeilwegweiser rechtsweisend
Pfeilwegweiser linksweisend
Zwischenwegweiser geradeausweisend
Zwischenwegweiser rechtsweisend
Zwischenwegweiser linksweisend
Beispiel für einen Zwischenwegweiser bei komplexer Wegführung
Beispiel eines Zwischenwegweisers mit Hinweisen auf touristische Routen

### Grafische Symbole

Grafisches Symbol für nicht alltagstaugliche Strecken
Besonderes Hinweisschild vor Steigungsstrecke; mit Längenangabe
Besonderes Hinweisschild vor Gefällestrecke; mit Längenangabe
Besonderes Hinweisschild vor Steigungsstrecke
Besonderes Hinweisschild vor Gefällestrecke
Bike & Ride
Überdachte Abstellanlage
Schloss
Bahnhof
Jugendherberge

### Bemaßungen

Bemaßung eines Tabellenwegweisers
Bemaßung von Pfeilwegweisern (rechts weisend) mit Zielpiktogramm und Zielangaben in Mittelschrift
Bemaßung von Pfeilwegweisern (links weisend) mit grafischem Symbol für nicht alltagstaugliche Strecke
Gestaltung und Bemaßung von Zwischenwegweisern (250 mm Seitenlänge)
Gestaltung und Bemaßung von Zwischenwegweisern (300 mm Seitenlänge)
Gestaltung und Bemaßung von Zwischenwegweisern (350 mm Seitenlänge)